# 로스앤젤레스 타임스

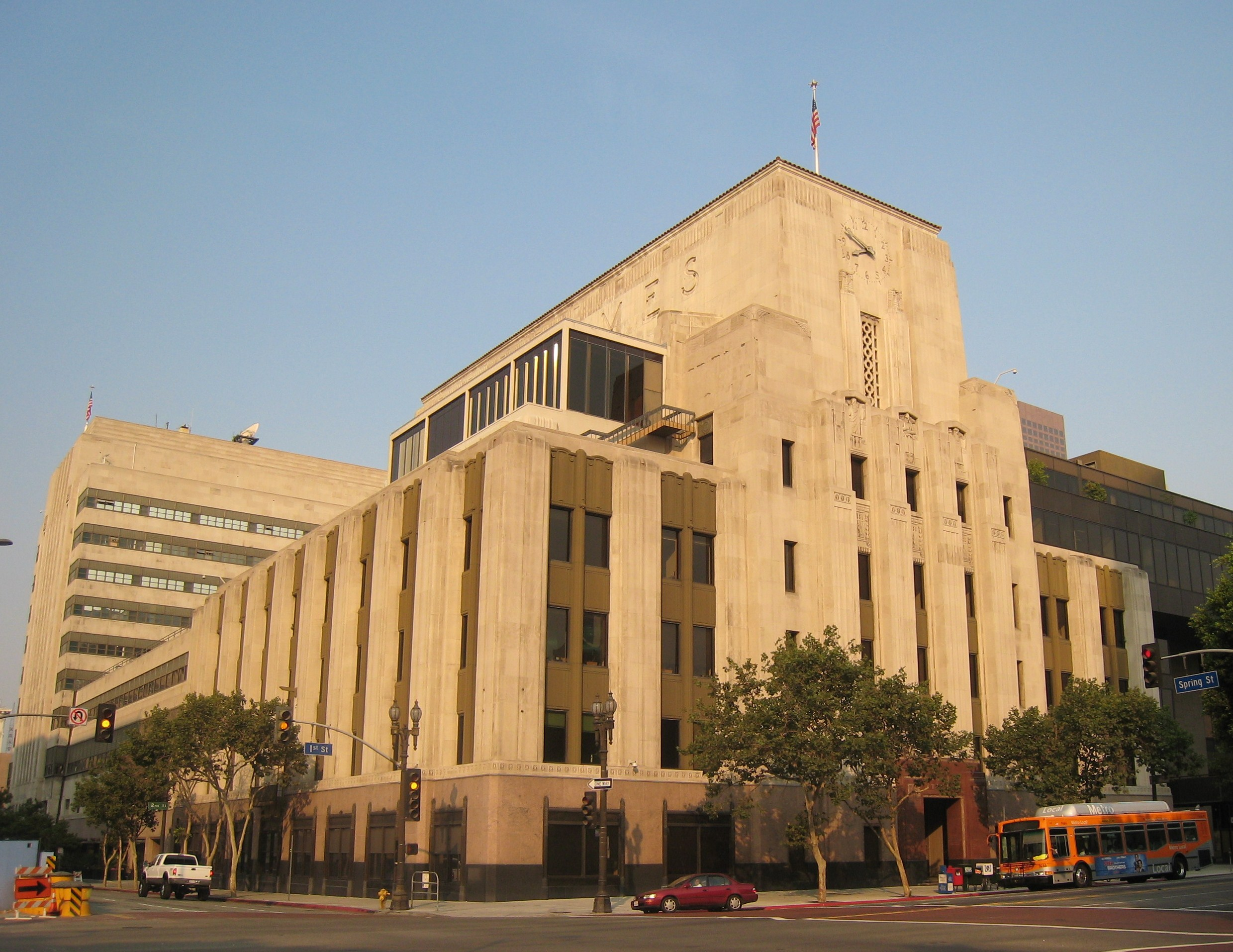
로스앤젤레스 타임스의 본사

《로스앤젤레스 타임스》(Los Angeles Times)는 미국 캘리포니아주 로스앤젤레스에서 발행되는 일간신문으로, 미국 서부 지역 전 지역에 걸쳐 배달된다. 로스앤젤레스 타임스는 발행부수가 미국 내에서 두 번째로 큰 대도시의 신문사로써, 미국 내에서 네 번째로 가장 많이 읽히는 신문이기도 하다. 1881년에 설립되어, 2004년까지 퓰리처 상을 총 37번 수상하였다. 규모를 보면 거의 뉴욕 타임스와 거의 상당하다.
19세기에 이 신문은 시민 부스터 운동과 노동 조합에 반대하는 것으로 명성을 얻었으며, 후자는 1910년 본사 폭격으로 이어졌다. 캘리포니아와 미국의 다른 지역 신문과 마찬가지로 이 신문의 독자층은 최근 수십 년 동안 일련의 소유권 변경, 직원 감축 및 기타 논란으로 인해 어려움을 겪었다. 2018년 1월, 신문 직원들은 노조 결성에 투표했고 2019년 10월 16일에 첫 노조 계약을 체결했다. 신문은 7월에 로스앤젤레스 시내의 역사적인 본사에서 로스앤젤레스 국제공항 근처의 엘 세군도 시설로 이전했다. 신문의 보도는 최근 미국 및 국제 헤드라인에서 벗어나 캘리포니아, 특히 남부 캘리포니아 이야기를 강조하는 방향으로 진화했다.

## 역사

### 오티스 시대
더 타임스는 네이선 콜 주니어(Nathan Cole Jr.)와 토마스 가디너(Thomas Gardiner)의 지시에 따라 1881년 12월 4일 로스엔젤레스 데일리 타임스(Los Angeles Daily Times)로 처음 출판되었다. 제시 야넬(Jesse Yarnell)과 T. J. 케이스틸(T. J. Caystile)이 소유한 미러(Mirror) 인쇄 공장에서 처음 인쇄되었다. 인쇄 비용을 지불할 수 없는 콜과 가디너는 인쇄 비용을 미러 컴퍼니에 넘겼다. 그동안 S. J. 매티스(S. J. Mathes)가 회사에 합류했고 그의 주장에 따라 타임스는 계속해서 출판했다. 1882년 7월 해리슨 그레이 오티스(Harrison Gray Otis)는 신문의 편집자가 되기 위해 캘리포니아주 산타바바라에서 이사했다. 오티스는 타임스를 재정적으로 성공시켰다.
역사가 케빈 스타(Kevin Starr)는 오티스가 "자신의 이익을 위해 정치와 여론의 전체 장치를 조작할 수 있는" 사업가였다고 썼다. Otis의 편집 정책은 로스앤젤레스의 미덕을 찬양하고 성장을 촉진하는 시민 지지주의에 기반을 두고 있었다. 이러한 목적을 위해 신문은 먼 오웬스 밸리(Owens Valley)의 물 공급에 대한 권리를 획득하여 도시의 물 공급을 확대하려는 노력을 지원했다.
지역 노동조합에 맞서 싸우려는 타임스의 노력으로 인해 1910년 10월 1일 타임스 본부가 폭격을 당해 21명이 사망했다. 노조 지도자 중 두 명인 제임스 맥나마라(James McNamara)와 조셉 맥나마라(Joseph McNamara)가 기소되었다. 미국 노동 연맹은 형제들을 대리하기 위해 저명한 재판 변호사 클라렌스 대로우(Clarence Darrow)를 고용했고, 결국 그는 유죄를 인정했다.
오티스는 고든 카우프만(Gordon Kaufmann)이 디자인한 새로운 타임스 본사 건물의 높은 프리즈 꼭대기에 청동 독수리를 고정하여 그의 아내 엘리자(Eliza)가 쓴 신조인 "굳게 서라, 굳건히 서라, 확고히 서라, 진실하게 서라"(Stand Fast, Stand Firm, Stand Sure, Stand True)를 다시 선포했다.

### 챈들러 시대
1917년 오티스가 사망한 후, 그의 사위인 해리 챈들러가 타임스의 발행인 자리를 맡았다. 해리 챈들러(Harry Chandler)는 1944년 그의 아들 노먼 챈들러(Norman Chandler)가 뒤를 이어 전후 로스앤젤레스가 급속히 성장하는 동안 신문을 운영했다. 노먼의 아내 도로시 버품 챈들러(Dorothy Buffum Chandler)는 시민 활동에 적극적으로 참여하여 로스앤젤레스 뮤직 센터(Los Angeles Music Center) 건립 노력을 이끌었다. 이 센터의 메인 콘서트 홀은 그녀를 기리기 위해 도로시 챈들ㄷ러 파빌리온(Dorothy Chandler Pavilion)으로 명명되었다. 가족들은 파라마운트 스튜디오 근처 할리우드 포에버 묘지에 묻혀 있다. 이 사이트에는 타임스 빌딩 폭탄 테러 희생자들을 추모하는 기념비도 있다.
1935년에 신문은 새로운 랜드마크인 아르데코 건물인 로스엔젤레스 타임스 빌딩으로 이전했으며, 여기에 신문사는 스프링(Spring), 브로드웨이(Broadway), 퍼스트(First) 및 세컨드 스트리트(Second Street) 사이의 전체 도시 블록을 차지할 때까지 다른 시설을 추가했다. 타임스 미러 스퀘어(Times Mirror Square)로 알려져 있으며 2018년까지 신문을 보관하게 된다. 당시 타임스 미러의 사장 겸 총책임자인 해리 챈들러는 로스앤젤레스 타임스 빌딩을 "우리 도시와 남부 캘리포니아의 발전에 대한 기념물"로 선언했다.
4세대 가족 출판사인 오티스 챈들러(Otis Chandler)는 1960년부터 1980년까지 그 직책을 맡았다. 오티스 챈들러는 지리적, 문화적 거리로 인해 미국 북동부의 권력 중심지에서 종종 잊혀졌던 가족의 논문에 대한 정당성과 인정을 추구했다. 그는 뉴욕타임스, 워싱턴포스트 등 미국에서 가장 존경받는 신문을 모델로 하여 이 신문을 리메이크하려고 했다. 뉴스룸이 "비즈니스의 핵심"이라고 믿었던 오티스 챈들러는 보도 직원의 규모와 급여를 늘리고 국내 및 국제 보도를 확대했다. 1962년에 이 신문은 워싱턴 포스트(The Washington Post)와 합류하여 로스앤젤레스 타임즈-워싱턴 포스트 뉴스 서비스(로스엔젤레스 타임스-Washington Post News Service)를 설립하여 다른 뉴스 조직을 위해 두 신문의 기사를 배포했다. 그는 또한 훨씬 더 중도주의적인 편집 입장을 채택하여 수년 동안 신문의 특징이었던 완고한 보수주의를 누그러뜨렸다.
1960년대에 이 신문은 이전 90년 동안의 퓰리처상을 모두 합친 것보다 더 많은 4개의 퓰리처상을 수상했다.
2013년 창립 가문의 신문 소유 패턴에 대해 글을 쓴 타임스 기자 마이클 힐치크(Michael Hiltzik)은 다음과 같이 말했다.
1세대는 이익과 사회적, 정치적 영향력(종종 더 많은 이익을 가져옴)을 위해 지역 신문을 구입하거나 설립했다. 그들의 아이들은 이익과 영향력을 모두 누렸지만 가족이 커지면서 후세대는 한두 개의 지점만이 권력을 갖고 다른 모든 사람들은 돈의 몫을 갖게 된다는 것을 알게 되었다. 결국 쿠폰 클리핑 지점에서는 신문이 아닌 다른 곳에 투자하면 더 많은 돈을 벌 수 있다는 것을 깨달았다. 그들의 압력으로 인해 회사는 상장되거나 분리되거나 사라졌다. 이는 챈들러 가문이 이끄는 로스엔젤레스 타임스가 100년 이상 따라온 패턴이다.
이 논문의 초기 역사와 후속 변화는 승인되지 않은 역사인 싱킹 빅(Thinking Big, 1977, ISBN 0-399-11766-0)에 기록되었으며 데이비드 할버스탬(David Halberstam)이 더 파워스 댓 비(The Powers That Be, 1979)에서 소개한 4개 조직 중 하나였다. 또한 지난 40년 동안 커뮤니케이션이나 사회과학 분야에서 거의 30편에 달하는 논문의 전체 또는 일부 주제였다.

### 현대 시대
로스엔젤레스 타임스는 21세기의 첫 10년 동안 소유권 변경, 파산, 편집자의 급격한 승계, 직원 감소, 유료 발행부수 감소, 웹 존재 증가의 필요성 및 일련의 일련의 문제로 인해 어려움을 겪었다.
이 신문은 2018년 7월 로스앤젤레스 국제공항 인근 엘세군도의 새 본사 건물로 이전했다.

## 특집
타임스의 특집 중 하나는 매일 첫 페이지 왼쪽에 게재되는 특집인 "컬럼 원"(Column One)이었다. 1968년 9월에 설립된 이곳은 기묘하고 흥미로운 곳이었다. "피아노는 얼마나 멀리 날 수 있나요?" (칼럼 1 이야기 편집) 소개에서 팻 모리슨(Patt Morrison)은 칼럼의 목적이 "이런, 그거 흥미롭네. 난 그걸 몰랐어" 유형의 반응을 이끌어내는 것이라고 썼다.
타임스는 또한 다수의 탐사보도 기사에 착수했다. 2004년 12월 로스앤젤레스의 킹/드류 메디컬 센터(King/Drew Medical Center)에 관한 시리즈는 퓰리처상을 수상하게 되었고 병원의 혼란스러운 역사를 더욱 철저하게 다루게 되었다. 로페스(Lopez)는 2009년 영화 솔로이스트 (영화)의 초점이 된 로스앤젤레스 스키드로 (로스앤젤레스)의 시민적, 인도주의적 불명예에 대해 5부작 시리즈를 썼다. 또한 SND 시상식에서 62개 상을 수상했다.
1967년부터 1972년까지 타임즈는 웨스트 매거진이라는 일요일 별보를 발행했다. 웨스트는 마이크 셀리스버리(Mike Salisbury, 나중에 롤링 스톤 잡지의 아트 디렉터가 됨)가 감독한 아트 디자인으로 인정받았다. 2000년부터 2012년까지 타임즈는 로스앤젤레스 타임즈 매거진을 발행했는데, 이 매거진은 주간지로 시작하여 월간 보충판이 되었다. 이 잡지는 로스앤젤레스와 그 주변 도시 및 지역 사회에서 일어나는 사람, 장소, 스타일 및 기타 문화적 사건에 대한 이야기와 사진에 중점을 두었다. 2014년부터 캘리포니아 선데이 매거진(The California Sunday Magazine)이 선데이 L.A. 타임스 에디션에 포함되었다.

## 직원

### 저자 및 편집장
- 마이클 코넬리: 범죄 기자
- 헤다 호퍼: 헐리우드 칼럼니스트
- 케네스 터랜: 영화 평론가
- 윌러드 헌팅턴 라이트: 문학 편집장